# Sahra Wagenknecht

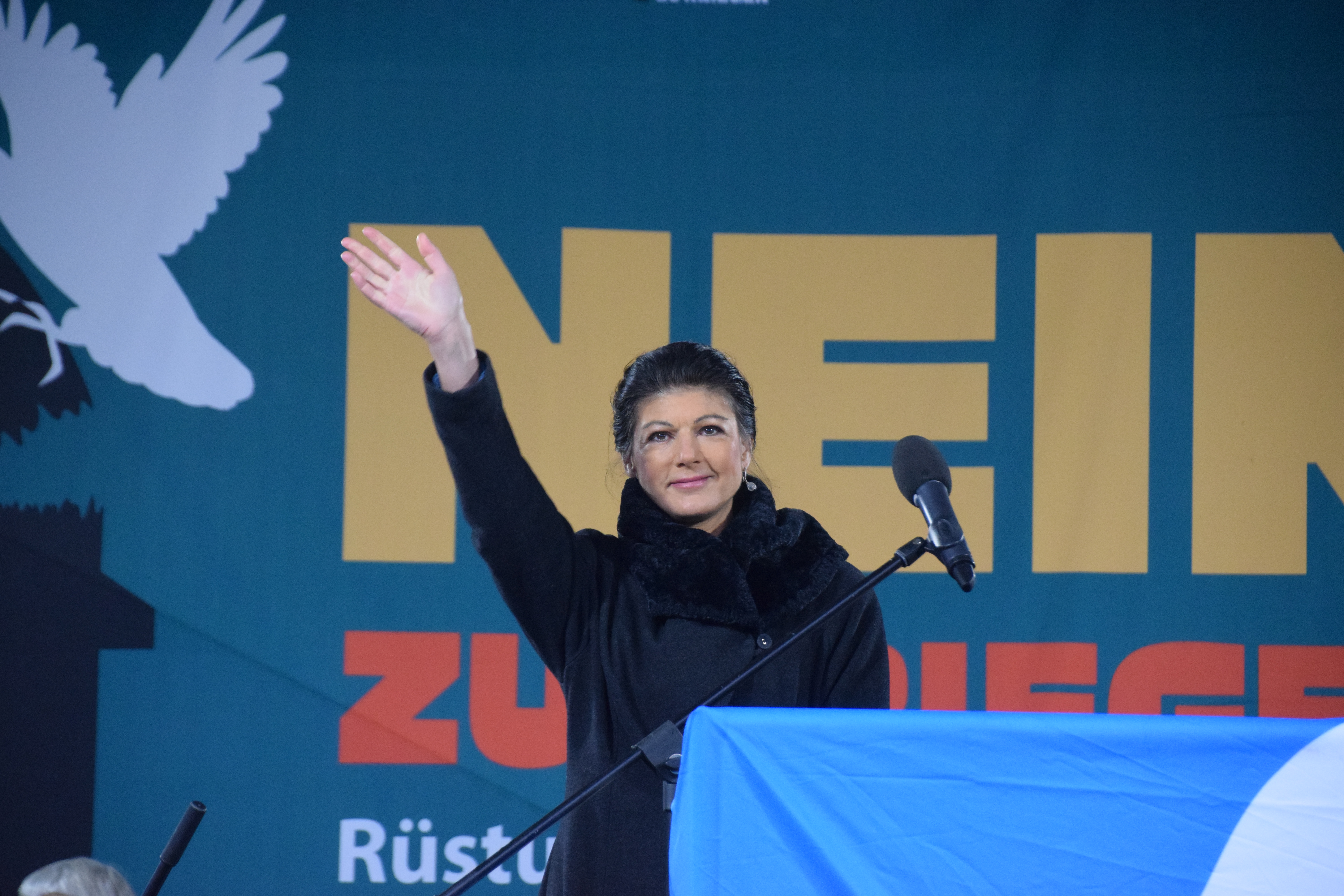
Sahra Wagenknecht, a BSW párt névadó alapítója és társelnöke

Sahra Wagenknecht (Jéna, 1969. július 16. –) iráni származású német politikus, közgazdász, non-fiction író és újságíró, a  Bündnis Sahra Wagenknecht párt névadó alapítója és elnöke. 

## Gyermekkor és tanulmányok
Sahra Wagenknecht 1969. július 16-án született a Német Demokratikus Köztársaságban, Jénában egy állami műkincskereskedő anya és egy iráni apa gyermekeként. Kezdetben a nagyszülei nevelték, egészen 1976-ig, amikor édesanyjával Kelet-Berlinbe költöztek. Ezután csatlakozott a Német Szabad Ifjúsághoz (FDJ). A középiskolát 1988-ban végezte el, és 1989 elején belépett a Német Szocialista Egységpártba.
1990 és 1996 között filozófiát és új német irodalmat tanult Jénában, Berlinben és Groningenben. Disszertációját a fiatal Karl Marx Hegel-értelmezéséről írta. Dolgozatának szövege 1997-ben megjelent könyv formájában.

## Életút

### PDS
A berlini fal leomlása után Sahra Wagenknecht csatlakozott a Kommunista Platformhoz, a PDS egyfajta marxista ortodoxiát képviselő szekciójához.
Az 1998-as német szövetségi választásokon a PDS jelöltjeként indult a dortmundi választókerületben, és a leadott szavazatok 3,25%-át szerezte meg. A 2004-es európai parlamenti választásokon az Európai Parlament képviselőjévé választották.

### Die Linke
A 2009-es német szövetségi választásokon Észak-Rajna-Vesztfália tartományban közvetlen képviselői mandátumot szerzett (többségi szavazással). A Bundestagban a Die Linke gazdasági kérdésekben illetékes szóvivője lett. A 2010. május 15-i kongresszuson a leadott szavazatok 75,3%-ával a párt alelnökévé választották.
2023 februárjában Alice Schwarzerrel együtt tüntetést szervezett az Ukrajnába irányuló orosz invázióval összefüggésben, amely ellenezte az Ukrajnába irányuló fegyverszállításokat, és béketárgyalásokat követelt Oroszországgal.

## BSW
2023 októberében Sahra Wagenknecht kilépett a Die Linke pártból, és megalapította a Bündnis Sahra Wagenknecht nevű szövetséget, azzal a céllal, hogy 2024 januárjában politikai pártot alapítson. Az új párt egyik célja egy baloldali, bevándorlásellenes mozgalom létrehozása volt, hogy a 2024 szeptemberében három keletnémet tartományban megrendezésre kerülő választásokon kifogja a szelet az Alternatíva Németországért (AfD) vitorlájából.
2024. január 8-án Bündnis Sahra Wagenknecht – Vernunft und Gerechtigkeit (rövidítve BSW; magyarul Sahra Wagenknecht Szövetség – Értelem és Igazságosság) néven hivatalosan is megalakult a párt.

## A 2024. őszi tartományi választások
Sahra Wagenknecht hét hónapos párt a 2024. szeptember 1-jei türingiai tartományi választáson 15,8 százalékot, a szászországi tartományi választáson 11,8 százalékot, míg a szeptember 22-i brandenburgi tartományi választáson 13,5 százalékot ért el. Sahra Wagenknecht pártja ezekkel az eredményekkel a pártok közti versengésben mindhárom tartományban a harmadik helyet érte el.
A BSW végeredményben mind  Türingiában, mind Szászországban jócskán megelőzte a kormányzó közlekedésilámpa-koalíció mindhárom történelmi pártját. A párt a brandenburgi tartományi parlamentben "királycsinálóvá" vált, ugyanis ha az SPD nem köt velük koalíciót, akkor nem lesz többségük a tartományi parlamentben.
A BSW eredményei a 2024 szeptemberi kelet-németországi választásokon a főbb pártokkal összehasonlítva. 
Türingia (%) | Szászország (%) | Brandenburg (%)
BSW: 15,8% | 11.8% | 13,5%  
AfD: 32,8% | 30,6% | 29,2%  
CDU: 23,6% | 31,9% | 12,1%  
SPD: 6,1% | 7,3% | 30,9% 
Zöldek: 3,2% | 5,1% | 4,1% 
FDP: 1,1% | 0,9% | – 

## Politikai nézetek
A bevándorlás kérdésében ellenzi a határok teljes megnyitását, mivel úgy véli, hogy a külföldi munkavállalók bevándorlása növeli a versenyt a munkaerőpiacon és csökkenti a béreket. Másrészt megvédi a menedékjogot, és ellenezi annak szigorítását.
A Covid19 járvány elleni küzdelem stratégiájával kapcsolatban Sahra Wagenknecht ellenezte a kötelező védőoltásokat, és kijelentette, hogy ő maga nem oltatta be magát.

## Magánélet
Sahra Wagenknecht 1997 májusában ment férjhez Ralph-Thomas Niemeyerhez.
Oskar Lafontaine 2011. november 12-én nyilvánosan bejelentette, hogy ő és Wagenknecht "közeli barátok" lettek. Később mindketten elhagyták házastársukat. 2014. december 22-én kötöttek házasságot.

## Filmen
Szerepel a War Machine (2017) című filmben, ahol Tilda Swinton alakítja a karakterét.